# گروپو فامسا
گروپو فامسا (انگلیسی: Grupo Famsa) شرکت خرده‌فروشی مکزیکی است، که در سال ۱۹۷۰ تأسیس شد.